# Université d'État à distance
Pour les articles homonymes, voir UNED.
L'université d'État à distance (UNED), est une des cinq universités publiques du Costa Rica créée en 1977. 

Elle est située à Sabanilla, dans le canton de Montes de Oca à l’est de la capitale. L’établissement dessert la deuxième population universitaire en quantité d'étudiants du pays avec une modalité à distance qui lui permet de couvrir tout le territoire.  L’UNED possède en plus sa propre maison éditoriale qui produit les livres de texte de l'université, ainsi que d'autres ouvrages littéraires et de recherche.

L'université offre une grande variété de cours, classées en quatre catégories : 
- Sciences de l'éducation dont le Diplôme en Éducation Spéciale et la Licence en Administration Éducative ;
- Sciences de l'administration dont le Diplôme et Licence en Gestion d'Entreprises, avec des spécialisations en Banque et Finance ;
- Sciences sociales et humanités dont le Diplôme en Sciences de la Criminologie ;
- Sciences exactes et naturelles dont agronomie; ou le diplôme et licence en protection des ressources naturelles.

L'université dispose aussi des masters et des doctorats.